# Le cose dell'amore
Le cose dell'amore è il secondo album di Gino Paoli, pubblicato nel 1962 dall'etichetta Dischi Ricordi. Le orchestrazioni sono a cura di Ennio Morricone e di Giampiero Boneschi, rispettivamente per i primi sei e per i secondi sei brani del disco (ugualmente distribuiti sulle due facciate).
L'album è stato ripubblicato nel 1968, nel 1977 e nel 1980. Le tre edizioni successive hanno ciascuna una copertina diversa dall'originale; di queste ristampe, le ultime due, pur comprendendo gli stessi brani, contengono un diverso ordine delle tracce rispetto alla pubblicazione originaria.
L'LP uscì poco prima che Paoli passasse alla RCA.
Nell'album Paoli canta brani, di Aznavour e Brel usciti tempo prima, qui incisi col testo in italiano.
L'album è stato ristampato in cd nel 1990 dalla Ricordi, con copertina diversa dall'originale.

## Tracce
Lato A
1. Le cose dell'amore – 2:51 (Gino Paoli)
2. Devi sapere (Il faut savoir) – 3:20 (testo: Luciano Beretta – musica: Charles Aznavour)
3. Anche se – 3:05 (Gino Paoli)
4. Perdono – 3:20 (Gino Paoli)
5. Una di quelle – 2:37 (Gino Paoli)
6. La collanina di latta – 2:16 (Gino Paoli)

Durata totale: 17:29
Lato B
1. Due poveri amanti – 4:02 (Gino Paoli)
2. Non andare via (Ne me quitte pas) – 3:52 (testo: Gino Paoli, Jacques Brel – musica: Jacques Brel)
3. Lacrime – 3:00 (Gino Paoli)
4. La storia di un ricordo – 4:43 (Gino Paoli)
5. L'ultima volta che la vidi – 3:48 (testo: Calibi – musica: Giampiero Reverberi)
6. Solo te – 3:22 (Gino Paoli)

Durata totale: 22:47